# Familia Atari de 8 bits

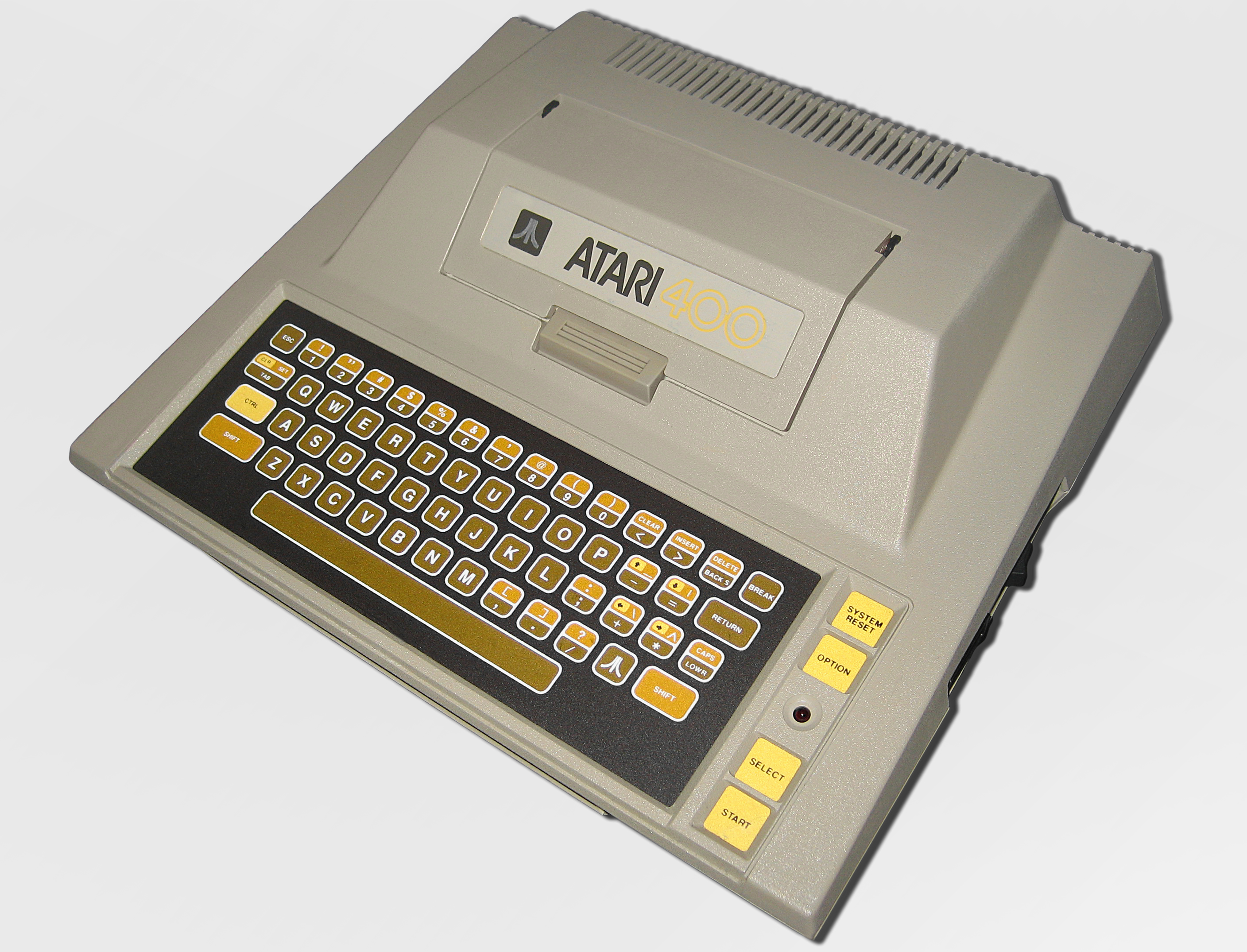
Atari 400 (1979).

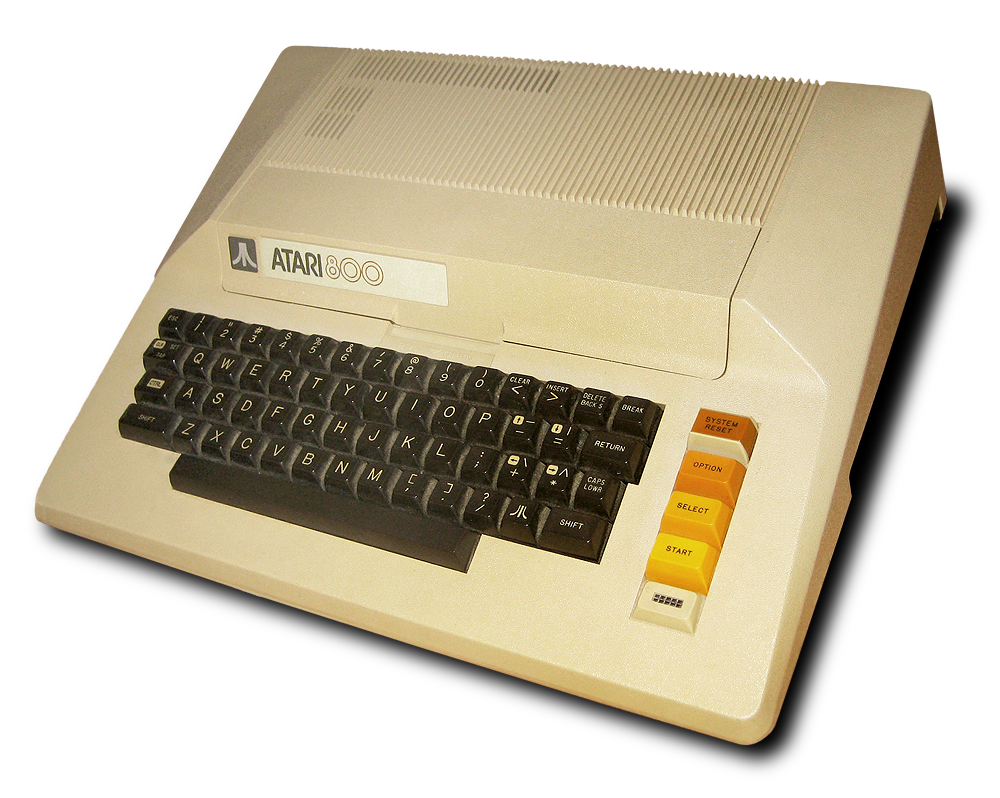
Atari 800.

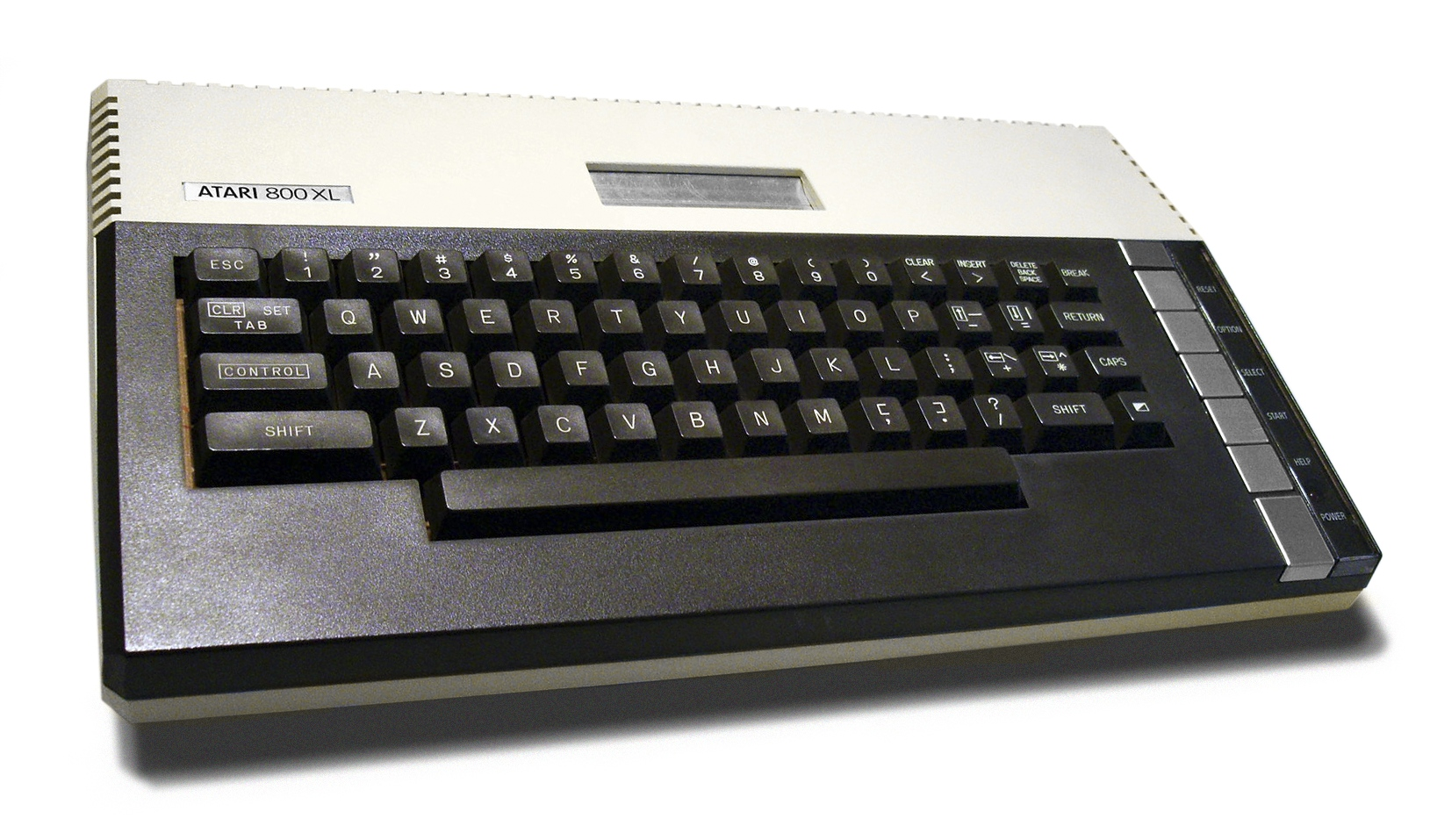
Un Atari 800XL, uno de los computadores más populares de la serie.

A partir de 1979, Atari construyó una serie de computadores personales de 8 bits basados en el CPU 6502 de MOS Technology. Durante la siguiente década serían lanzadas varias versiones del mismo diseño básico, pero seguían siendo en gran parte idénticos internamente. Estos incluyeron el original Atari 400 y el 800, y sus sucesores, la serie de computadores XL y XE. Eran los primeros computadores personales diseñados con chips coprocesadores por encargo. IBM incluso consideró licenciar a Atari para su propio computador personal, pero al final decidió construirlo por su propia cuenta. Sin embargo, defectos de diseño, agitación corporativa interna y condiciones de mercado difíciles y un mercado de rápido cambio contribuyeron al fallecimiento de los computadores Atari de 8 bits.

## Historia

### Orígenes
Tan pronto como la consola de juegos Atari 2600 fue lanzada, el equipo de ingeniería, que se llamaban a sí mismos como Cyan, comenzó a trabajar en su eventual reemplazo. Ellos sentían que los 2600 tendrían un tiempo de vida de alrededor de tres años, y trataron de limitarse a esas características que podrían perfeccionarse para ese tiempo. Con lo que terminaron era esencialmente una versión "corregida" del 2600, arreglando sus defectos más obvios.
El nuevo diseño sería más rápido que el 2600, tendría mejores gráficos, e incluiría un hardware de sonido mucho mejor. El trabajo sobre los chips para el nuevo sistema continuó a través de 1978, enfocándose primariamente en el muy mejorado hardware de video conocido como el CTIA (el 2600 usaba un chip conocido como el TIA).
Sin embargo, en este punto, la revolución del computador personal comenzaba a tener una gran popularidad con los computadores Apple II, Commodore PET y TRS-80. Ray Kassar, el nuevo CEO de Atari, quería que los nuevos chips fueran usados en un computador personal para desafiar la Apple. Atari investigó sobre qué sería necesario para producir un computador personal viable por ellos mismos. Esto incluía soporte para caracteres gráficos, algo que el 2600 no tenía, alguna forma de expansión para los periféricos, el lenguaje de programación BASIC, y un teclado.

### Diseño

#### ANTIC
Durante este período, la principal área de trabajo del equipo Cyan era la creación de dos chips avanzados, de tipo LSI (integrado a gran escala) conocidos como ANTIC y CTIA, posteriormente sustituido por el GTIA. Juntos formaron el corazón de los gráficos de Atari. ANTIC era realmente un microprocesador que procesaba instrucciones de visualización. Una secuencia de instrucciones completa era conocida como Display List Lista de Despliegue. Cada instrucción describía cómo debía ser exhibida cada línea (como carácter o gráficos), dónde debía ser exhibida, si contenía interrupciones, si el movimiento en sentido vertical fino (en inglés: fine scroll) era permitido o no, o dónde cargar datos desde la memoria (juegos de caracteres o información de los gráficos). ANTIC leía esta lista de despliegue usando el Acceso Directo a Memoria (DMA), después traducía esta lista de despliegue en datos eléctricos para ser procesada por el GTIA. Todo esto sin ninguna intervención de la CPU.

#### CTIA / GTIA
El GTIA recibía la información gráfica del ANTIC y también controlaba los sprites, detección de colisiones, el control de prioridad y el control de la luminancia del color (brillo) para todos los objetos incluyendo objetos DMA del ANTIC. GTIA tomaba toda esta información y hacía una conversión digital análoga (DAC) para producir las señales video para la pantalla.

#### POKEY
El tercer chip de soporte por encargo, llamado POKEY, era responsable de leer el teclado, generar el sonido y controlar las comunicaciones seriales. Esto último en conjunto con el PIA. También aportaba temporizadores {del inglés: timers}, un generador de números aleatórios (para crear ruido o para usar los números al azar), e interrupciones enmascarables. POKEY tenía cuatro canales de audio de 8 bits semiindependientes, cada uno con sus propios registros de control de frecuencia, ruido y volumen. Para obtener una mejor calidad de sonido, se podía combinar dos de los canales de audio para producir un sonido más exacto, logrando una resolución de 16 bits.
Una de las razones principales por las que el 6502 haya sido utilizado con tanta frecuencia en las primeras máquinas, fue su bajo costo. Otra razón era una característica que lo hacía ideal para los gráficos. La CPU accedía a la memoria en la frecuencia del reloj y solo lo hacía mientras la señal del reloj era alta. Así un controlador de video tenía acceso a la memoria cuando la señal del reloj estaba baja, sin miedo a que las señales del bus se entremezclaran cuando dos dispositivos ocupaban el bus al mismo tiempo. Para ello, los ingenieros de Atari seleccionaron cuidadosamente la velocidad de reloj de la computadora para cerciorarse de que el GTIA tuviera el tiempo exacto y suficiente para leer una línea antes de que el procesador requiriera el acceso nuevamente. Esto se logró haciendo que la máquina funcionara a 1.79 MHz para los televisores NTSC, y a 1.77 MHz en el sistema PAL.
Originalmente Atari se había propuesto portar el Microsoft BASIC para la máquina, tal como lo tenían la mayoría de los otros vendedores, proponiéndose suministrarlo en un cartucho ROM de 8K. Sin embargo, la versión de BASIC para el procesador 6502 que tenía Microsoft era de 12K, y todas las tentativas de Atari de reducirlo fallaron. Finalmente, subcontrataron el trabajo a una firma consultora local, que recomendó escribir su propia versión desde cero. Así se originó al ATARI BASIC.

### Las primeras máquinas: 400 y 800
La gerencia identificó dos áreas ideales para las nuevas computadoras, una versión de bajo nivel/costo conocida como Candy, y una máquina de alto nivel conocida como Colleen (se rumoreaba que fue llamada de esa manera debido a una atractiva empleada de Atari). La diferencia primaria entre los dos modelos fue la comercialización. Atari mercadeó Colleen como una computadora, Candy como una máquina de juego (o consola de juego híbrida). Colleen incluiría ranuras para la memoria y la ROM, un segundo slot para un cartucho de 8K, salida de monitor y un teclado completo, mientras que Candy usó un "teclado de membrana" plástico y ranuras de expansión internas (no actualizables por el usuario). Ambas máquinas fueron construidas como tanques, con enormes corazas de aluminio internas, para cumplir las reglas de la Federal Communications Commission para las señales de televisión emitidas en el espacio de RF (parte 15 Tipo I). Las máquinas de Apple, sin un modulador de RF, no necesitaban cumplir esos requisitos (el primer modelo del TRS-80 realmente nunca satisfizo esas especificaciones de la FCC).
Las máquinas fueron anunciadas en diciembre de 1978 como los computadores Atari 400 y 800, aunque no estaban extensamente disponibles hasta noviembre de 1979. Los nombres originalmente se refirieron a la cantidad de memoria, 4K de RAM en el 400 y 8K en el 800. Sin embargo para el momento en que fueran lanzados los precios del RAM habían comenzado a bajar, así que las máquinas fueron lanzadas con 8K y 16K respectivamente.
Debido a las nuevas restricciones de la FCC, el 400 y el 800 no podían permitir ranuras como las encontrados en las computadoras Apple II. En su lugar, crearon una costosa interfaz serial propietaria llamada SIO (Serial Input/Output) (Entrada/Salida Serial). Todos los dispositivos externos fueron conectados usando esta interfaz, el controlador de casete, el controlador de disco, la caja de interfaz, agregando al costo de la propiedad. En el 800, las ranuras internas eran reservadas para los módulos de la ROM y la memoria. Las máquinas de despacharon originalmente con 16K, pero como los precios continuaron bajando Atari finalmente proveyó las máquinas completamente ampliadas a 48K, usando todas los slots.
Algunas compañías hicieron módulos de RAM para el Atari 800. Una compañía hizo un módulo que sumó un sistema de visualización de 80 columnas y 16K de RAM, así que se podía sacar una de las tarjetas provistas por Atari sin perder memoria (porque era provista por este módulo).
Los problemas de recalentamiento con los módulos de memoria finalmente condujeron a Atari para quitar las cubiertas en los módulos de memoria, dejándolas como tarjetas "desnudas". Más adelante, la cubierta de la expansión fue mantenida con tornillos en vez de cierres.
El Atari 800 se vendió respetablemente, pero no tan bien como las máquinas de Apple. El haber lisiado el Atari 400 solamente confundió a los compradores y un reemplazo estaba en camino, el llamado Sweet-8 o "Liz NY".

### Series del XL

#### 1200XL

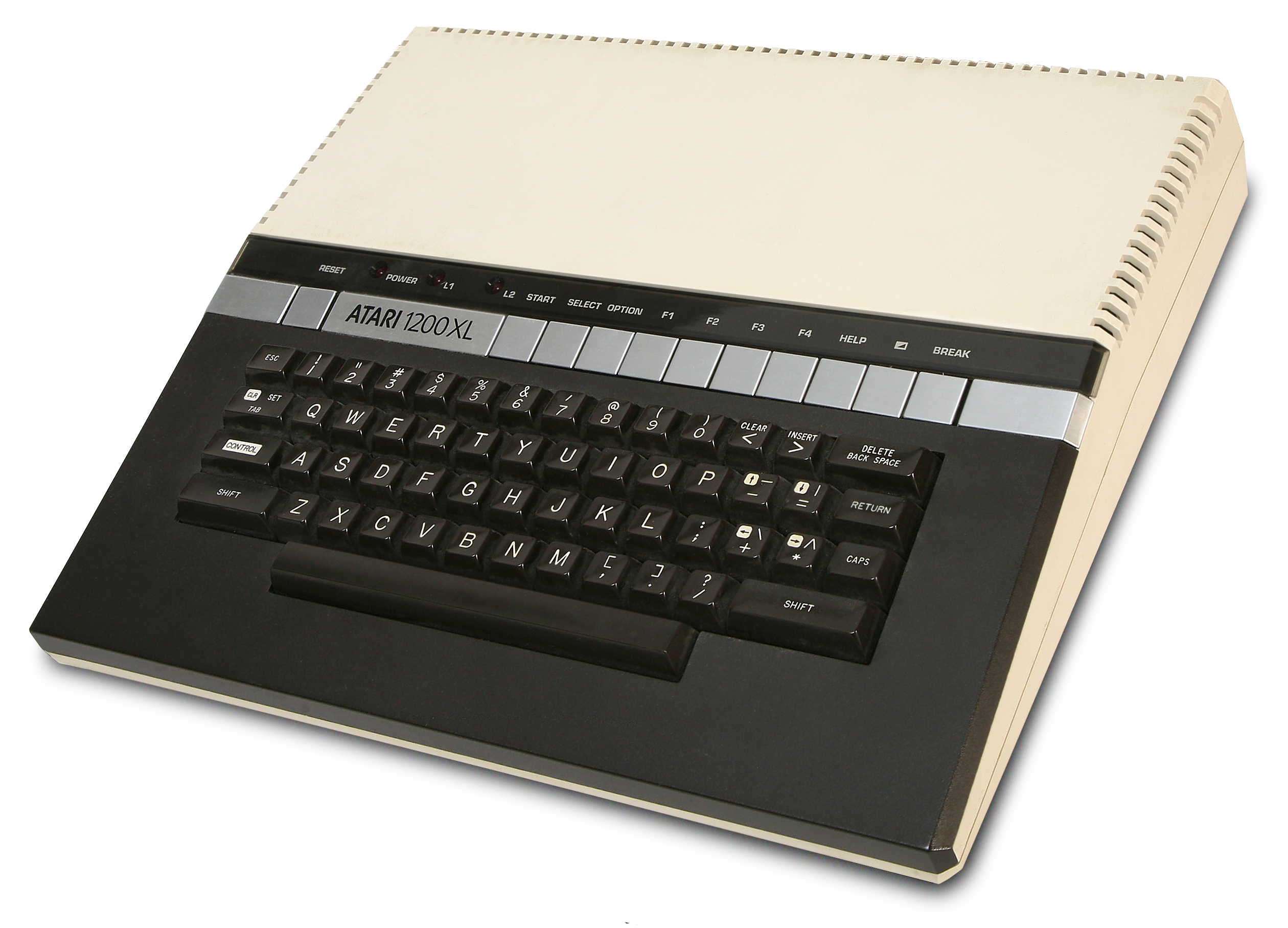
Atari 1200XL.

El 800 era complejo y costoso de construir, consistiendo en múltiples tarjetas de circuito en varios lugares dentro o fuera de la masiva coraza de aluminio. Además, la máquina fue diseñada para agregar la RAM solamente a través de tarjetas, que requirieron costosos conectores y empaquetado incluso ahora que era despachada completamente ampliada desde la fábrica. Al mismo tiempo el 400 no competía técnicamente con algunas de las máquinas nuevas que aparecían al principio de los años 1980, que tendían a despacharse con mucho más RAM y un teclado verdadero.
Otro cambio importante fue la introducción de las clasificaciones de la FCC específicamente para dispositivos digitales en hogares y oficinas. Una de las clasificaciones, conocida como Class B, Ordenaba que las emisiones de RF de los dispositivos debían ser suficientemente bajas para no interferir con otros dispositivos, tales como radios y televisores. Ahora las computadoras necesitaban apenas suficiente blindaje para prevenir interferencias (en ambas direcciones), no necesitaban prevenir que las emisiones se escaparan hacia fuera. Este requisito permitía un blindaje más liviano y menos costoso que el de los previos computadores 400 y 800.
En 1982 Atari comenzó el proyecto Sweet 16 para tratar estos problemas. El resultado fue un actualizado conjunto de máquinas, mucho más fáciles y menos costosas producir, pero de otra manera similares al 400 y al 800. Nuevas fabs (fábricas de semiconductores) permitieron que un número de chips en los sistemas originales fueran condensados en uno. Para la comparación, mientras que las nuevas máquinas utilizaron solamente una tarjeta, la 800 original utilizó siete tarjetas de circuito separadas, muchas de ellas pequeñas, tres de ellas para la RAM y otra para la ROM. Sweet 16 también trataba problemas con el 800 al agregar un nuevo chasis de expansión, aunque debía ser externo. Como las máquinas anteriores, el Sweet 16 fue pensado para ser lanzado en dos versiones como el 1000 con 16KB y el 1000XL con 64KB. El RAM seguía siendo bastante costoso hacer esta distinción de mérito.
Cuando el ANTIC necesitaba acceso de memoria este detenía el CPU, pero esto requería cuatro chips de soporte. Más adelante, Atari tuvo una versión de encargo del microprocesador 6502B que se manufacturaba con un pin adicional de "HALT" (para detener el CPU). Conocido inicialmente como SALLY, esta versión se convirtió más adelante en un producto oficial conocido como el "6502C" y fue usado en todas las máquinas XL y XE de Atari.
Pero cuando las máquinas fueron lanzadas solamente había una versión realmente, el 1200XL, un peculiar híbrido de características del proyecto Sweet 16. Características notables eran 64KB de RAM (primera vez para un Atari), autoprueba incorporada (para revisar varios componentes del computador), teclado rediseñado (favorecido por muchos usuarios), y disposición rediseñada de la disposición del puerto del cable. Sin embargo, el 1200XL también incluyó un número de características faltantes o pobremente implementadas. Por ejemplo, incluyó el conector del chasis de expansión, pero la carcasa no incluyó un agujero para que pudiera ser utilizado. Un nuevo chip de video proporcionó más croma para una imagen más colorida, pero entonces alguien decidió desconectar ese pin en el puerto del monitor, revirtiendo el efecto. El pin de +12V en el puerto SIO también fue removido, por ninguna razón obvia.
Al final el 1200XL ofreció poco nuevo en comparación al 800 existente, y aunque debía haber sido mucho menos costoso, de hecho fue vendido en los mismos puntos de precio básico. Los cambios realizados al sistema operativo para apoyar el nuevo hardware también tuvieron el efecto colateral de hacer que un número de programas existentes no trabajaran más. Por todas estas razones el 1200XL se vendió mal. Hay una historia a menudo repetida, quizás apócrifa, que las ventas del 800 se dispararon para arriba después del lanzamiento del 1200XL, a medida que dueños existentes del 800 intentaban tenerlos antes de que desaparecieran. Lanzado a finales de 1982, la máquina fue rápidamente descontinuada en 1983.

#### Nuevas máquinas XL

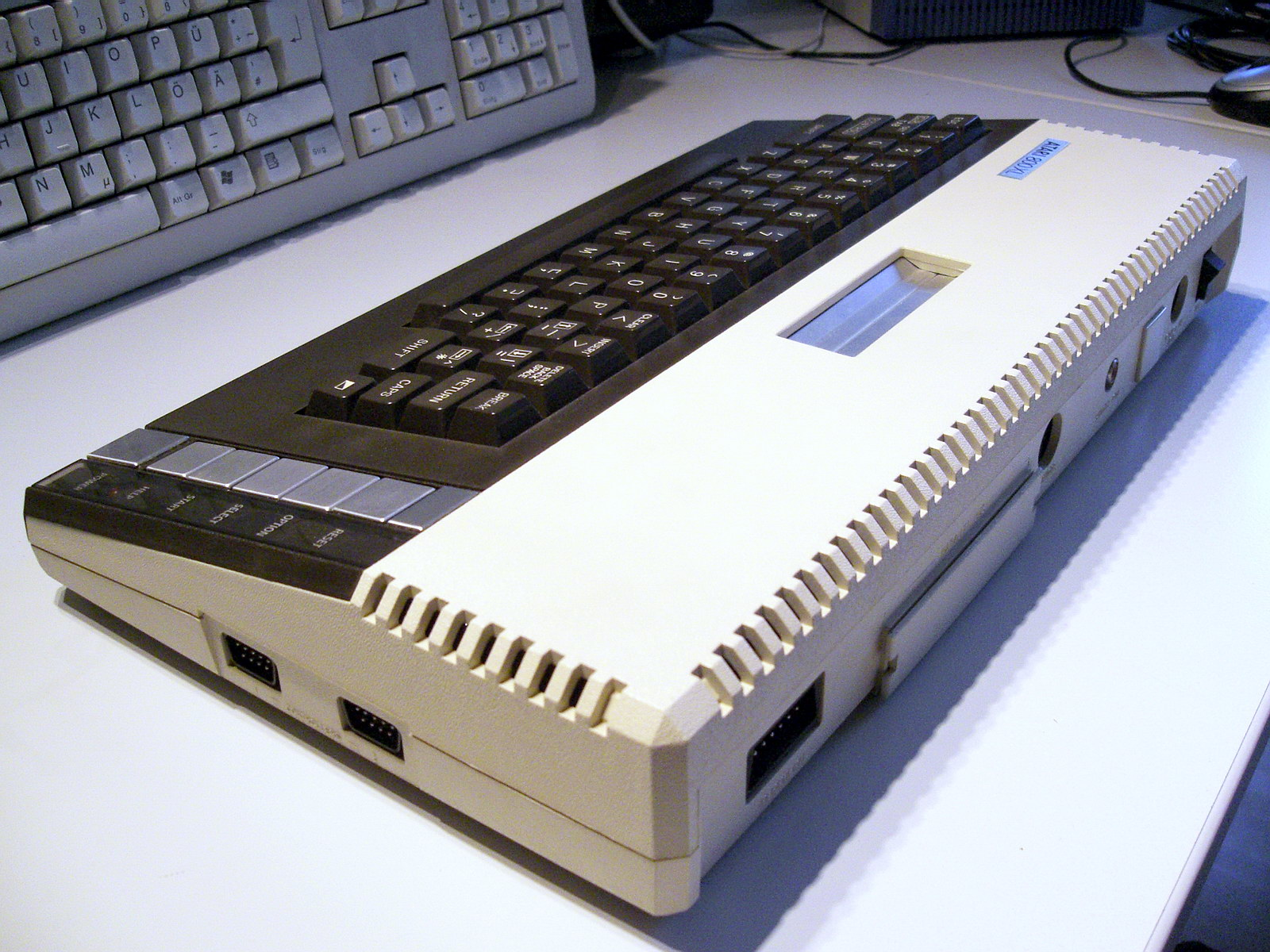
Vista trasera del Atari 800XL.

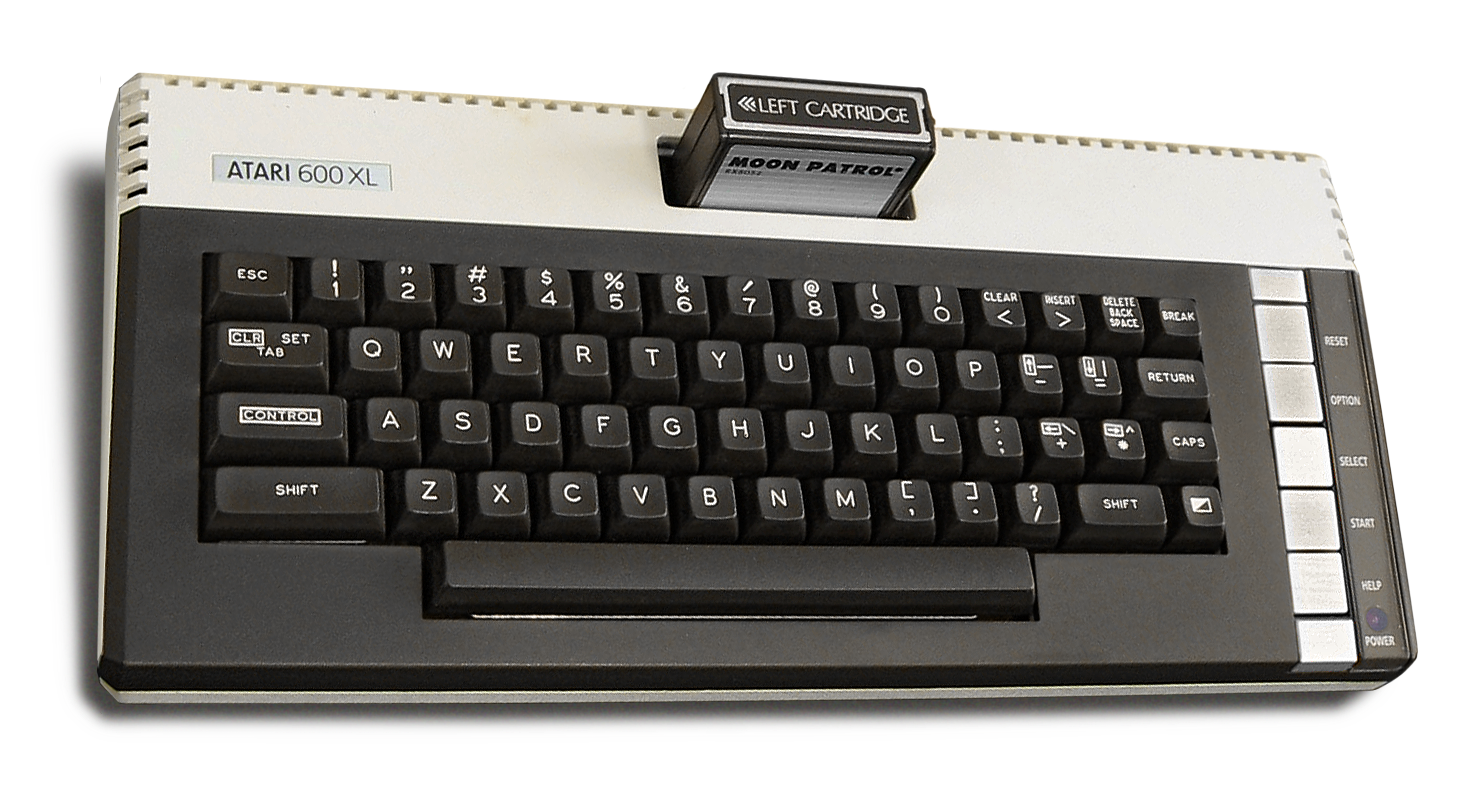
Atari 600XL.

Por este punto en el tiempo Atari fue implicado en lo que pronto se convertiría en una completa guerra de precios. Jack Tramiel de Commodore International vio a Texas Instruments (TI) entrar al mercado del computador personal, y decidió sacarlos socavando sus precios. TI había socavado el negocio de calculadoras de Commodore solamente algunos años atrás, pero esta vez los suministros de Tramiel eran más fuertes que los de TI, y él podría revertir la situación. Aunque Atari nunca había sido una blanco deliberado de la cólera de Tramiel, ellos, junto con el resto del mercado, fueron arrastrados en "su" guerra de precios para mantener la cuota de mercado.
El momento era particularmente malo para Atari, el 1200XL fue un fracaso, y las primeras máquinas eran demasiado costosas de producir para poder competir con el nivel de precio rápidamente en baja. La solución fue reemplazar el 1200XL por una máquina en que los usuarios confiaran de nuevo, mientras que al mismo tiempo bajara los costos de producción al punto donde podrían competir con el Commodore.
Comenzando con el diseño 1200XL como la base para una nueva línea, los ingenieros de Atari podían agregar un número nuevo de IC para asumir el control de las funciones de muchos de los circuitos que quedaban en el 1200XL. Mientras que el 1200XL cabía en una sola tarjeta, los nuevos diseños eran incluso más pequeños y simples, y como resultado mucho menos costosos. Para reducir el costo incluso más, la fabricación de una nueva serie de máquinas fue instalada en el lejano oriente.
Estas versiones, el 600XL, 800XL, 1400XL y 1450XLD fueron anunciadas en el CES del verano de 1983. Estas máquinas tenían el Atari BASIC en el ROM del computador y un Parallel Bus Interface (PBI) (Interfaz de Bus Paralelo). Las máquinas se veían similares al 1200XL, pero eran más pequeñas del fondo hacia el frente, el 600 que era algo más pequeño que el 800 del frente hacia el fondo (una reflexión del proyecto del Sweet 8). El 1400 y el 1450 tenían un módem de 300 baudios y un sintetizador de la voz incorporados, y el 1450XLD también incluyó una controlador de disquete de doble cara en su agrandada carcasa.
Problemas con las nuevas líneas de producción retrasaron la entrada de las máquinas al mercado. Propuestas originalmente para sustituir al 1200XL a mediados de 1983, las máquinas no llegaron hasta finales del año, mucho menos que anticipado durante la estación de Navidad de 1983. No obstante, el 800XL fue la computadora más popular vendida por Atari. El 1400XL y el 1450XLD tenían sus fechas de expedición pospuestas, primero por la prioridad dada al 600XL y el 800XL, y más adelante por el 3600 System. Al final el 1400XL fue finalmente categóricamente cancelado, y el 1450XLD estaba tan retrasado que nunca se despachó.
A finales de 1983 la guerra de precios que había comenzado el año anterior estaba alcanzando ahora un crescendo. Aunque el 600 y el 800 estaban bien colocados en términos de precio y características, su entrada al mercado estaba tan retrasada que el Commodore pudo tomar la estación de Navidad de 1983 mientras que Atari peleaba para tener sus máquinas en las estanterías de las tiendas. Combinado con los efectos simultáneos del desplome de los videojuegos de 1983, Atari pronto estaba perdiendo millones de dólares por día. Sus dueños, Warner Communications, llegaron a estar desesperados por vender la división.

### Era de Tramiel: Series XE y XEGS

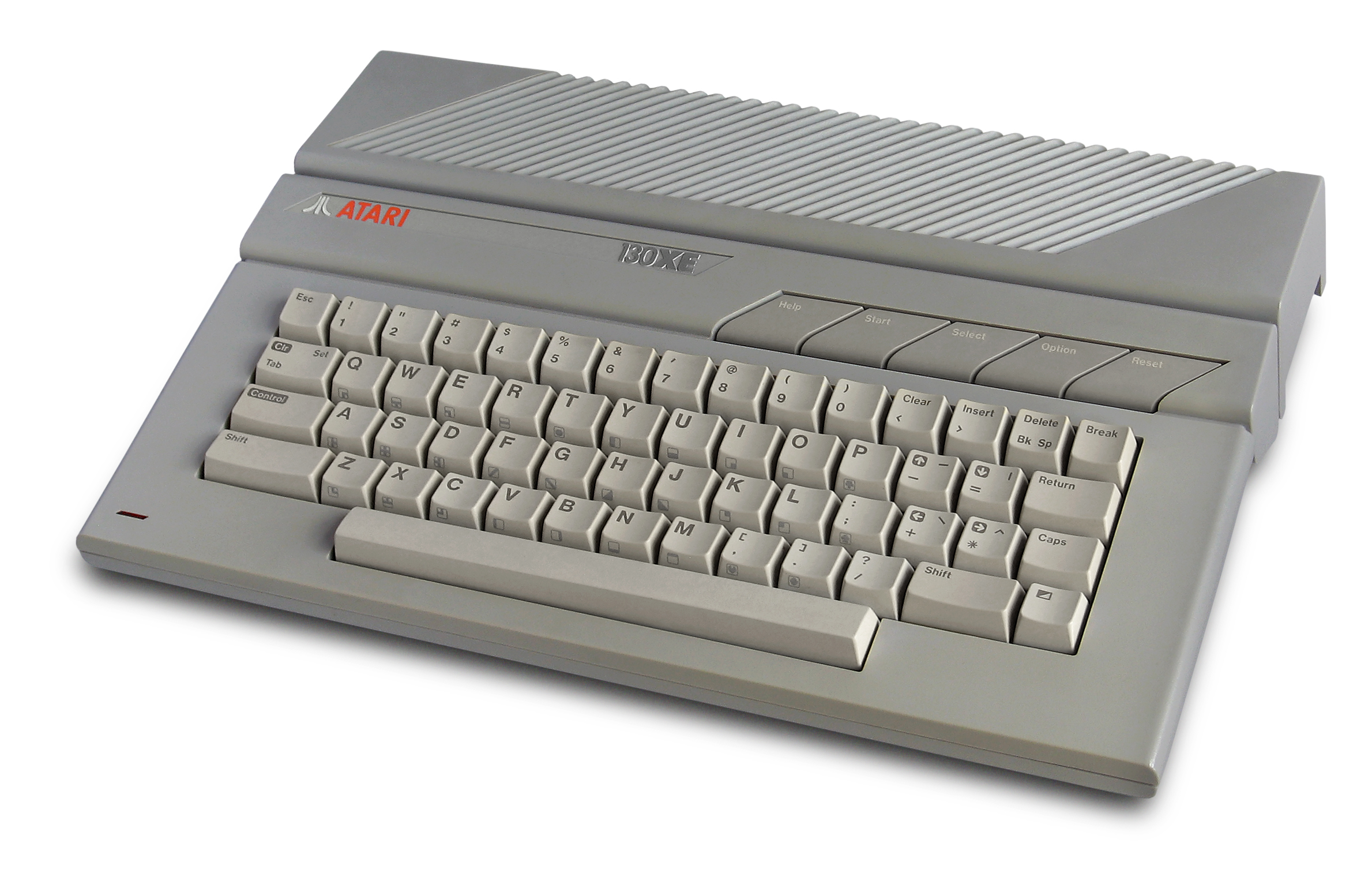
Atari 130XE.

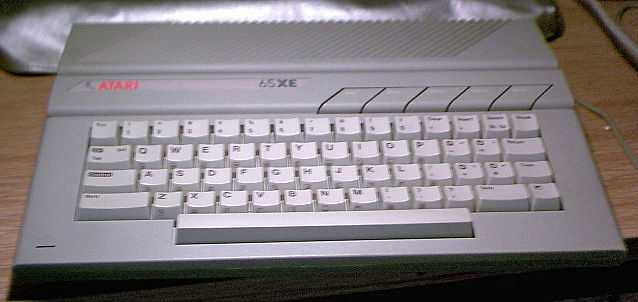
Atari 65XE.

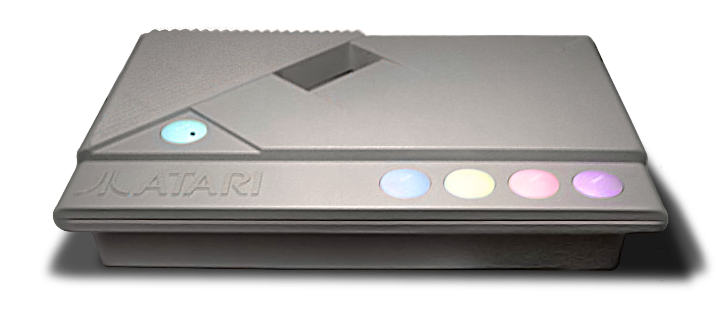
Atari XEGS.

Aunque Commodore emergió intacto de las guerras de precio de los computadores, peleas dentro de Commodore pronto condujeron a expulsar a Jack Tramiel. Buscando reentrar al mercado, pronto compró Atari a Warner por un precio extremadamente bajo.
Las máquinas finales en la serie de 8 bits fueron la 65XE y el 130XE. El 65XE fue el reemplazo del 800XL. Originalmente llamado 900XLF, el 65XE fue funcionalmente equivalente al 800XL menos la conexión del PBI. El 65XE (versión Euro) y el 130XE tenían un Enhanced Cartridge Interfaz (ECI) (Interfaz de Cartucho Mejorada), una variante del Parallel Bus Interfaz (PBI) (Interfaz de Bus Paralelo). El 130XE vino con 128KB de memoria, accesible por medio de selección de bancos gracias al FREDDIE y a un chip EMMU. Un adicional 800XE estaba disponible en Europa, sobre todo Europa Oriental, era básicamente un 130XE con la mitad de memoria. XE significaba XL-Expanded (XL-Ampliado).
La razón de reempaquetar el 130XE en el 800XE era que Atari se intentaba montar en la popularidad que tuvo 800XL original en Europa. Desafortunadamente, las máquinas 65XE y 800XE vendidas en Europa Oriental tenían un chip GTIA con errores, específicamente las máquinas hechas en China en 1991.
Una teoría del porqué el número 65 fue utilizado para la primera máquina de la serie de XE es porque Atari quería que sus números de máquina correspondieran con la cantidad de RAM con que venían, pero como Commodore ya había usado los números 64 y 128, Atari decidió sumar uno a 64 y eligió 65. Todos los números de modelo subsecuentes eran múltiplos de 65 en vez de 64. Este esquema de numeración fue usado también en la línea de computadoras Atari ST.
Finalmente, con el resurgimiento de la industria del juego causado por Nintendo, Atari reveló el Atari XEGS, lanzado en 1987. El XEGS fue vendido junto con su teclado desmontable (el primero para una computadora Atari), una palanca de mando y una pistola de luz (Atari XG-1), y un par de cartuchos de juegos. No tenía PBI o ECI, pero era una computadora completa con el teclado. La mala comercialización y una carencia de nuevos lanzamientos obstaculizaron las ventas.
En el 1 de enero de 1992, Atari Corp. eliminó oficialmente todo el soporte restante para su línea de computadores 8 de bits.

## Modelos de computadores
- 400 y 800 (1979) - Son las máquinas originales, con carcasas beige, el 400 tenía un teclado de membrana, el 800 tenía teclas full-travel, dos puertos para cartuchos, salida a monitor, slots de memoria expandibles (hasta 48KB).
- 1200XL (1982) - Carcasa de aluminio y de plástico color humo, 64KB de RAM, solamente dos puertos de joysticks. Tecla de ayuda, cuatro teclas de función. Un nuevo sistema operativo causó problemas de compatibilidad con una parte del software viejo.
- 600XL y 800XL (1983) - Reemplazos para el 400, 800 y 1200XL, teclas de función sans, el 600XL tenía 16KB de memoria, el 800XL tenía 64KB y salida a monitor. Ambos tenían BASIC incorporado y un puerto de expansión conocido como el Parallel Bus Interface (PBI) (Interfaz de Bus Paralelo).
- 800XLF - 800XL - Con el chip FREDDIE y la revisión C del BASIC. Lanzado solamente en Europa.
- 65XE, y 130XE (1985) - Un reempaquetado del 900XLF con nuevas carcasas y teclados. La versión estadounidense y canadiense del 65XE no tenían ningún puerto PBI o puerto de expansión. El 130XE venía con 128KB RAM y un Enhanced Cartridge Interface (ECI) (Interfaz de Cartucho Mejorado) en vez de un PBI.
- XEGS (1987) - Una máquina de juego en una carcasa beige claro, con un teclado full-travel pero algo "pesado" (Atari ST'ish)
- 800XE - La máquina final de la serie. Con un estilo igual que el 65XE y el 130XE. Un 130XE con 64KB RAM. Visto principalmente en Europa Oriental.
- Prototipos/Vaporware (nunca lanzados oficialmente)
  - 1400XL - Similar al 1200XL pero con un PBI, chip FREDDIE, un módem incorporado y un chip de sintetizador de voz. Cancelado por Atari
  - 1450XLD - Básicamente un 1400XL con una unidad de disco incorporada de 5 1/4" y una bahía de expansión para una segunda unidad de disco de 5 1/4". Nombre código Dynasty (Dinastía). Hecho para preproducción, pero fue abandonado por Tramiel.
  - 900XLF - Un 800XLF rediseñado. Se convirtió en el 65XE.
  - 65XEM - Un 65XE con el chip sintetizador de voz AMY. Cancelado.
  - 65XEP - Un 65XE "portable" con una unidad de disco de 3.5", monitor CRT de 5" verde y paquete de batería. Nunca lanzado.

## Periféricos
Los periférico de Atari fueron nombrados después de las máquinas para las que se pensaron usar, así que en general tienen nombres como "410" y "1050". Todos usaron el puerto SIO propietario, que permitió que fueran encadenados uno detrás del otro (daisy chained) en una sola cadena de periféricos, un método usado también en los computadores personales Commodore desde el VIC-20 en adelante. Estos periféricos "inteligentes" eran más costosos que los dispositivos estándar del IBM PC, que no necesitaban la electrónica agregada del SIO.

### Serie 400 y 800
- 410, unidad de cinta, 600 bit/s en casetes
- 810, unidad de disco flexible de 5¼ ", simple densidad, simple cara, 90KB
- 815, unidad doble de disco flexible de 5¼ ", doble densidad, doble cara, 180KB (producida en pequeña cantidad)
- 820, impresora de matriz de puntos de 40 columnas en papel de máquina sumadora
- 822, impresora termal de 40 columnas en un papel algo más ancho
- 825, impresora de matriz de puntos de 80 columnas (Centronics 737)
- 830, módem de 300 baudios, usando un acoplamiento acústico, usaba un RS-232 así que requería el 850 (Novation CAT)
- 835, módem de 300 baudios, conexión directa, compatible con Hayes básico, con interfaz SIO
- 850, sistema de expansión, incluía cuatro puertos RS-232 y un puerto paralelo Centronics
- CX-85, telclado numérico externo, se enchufaba en el puerto de joysticks.

### Serie XL

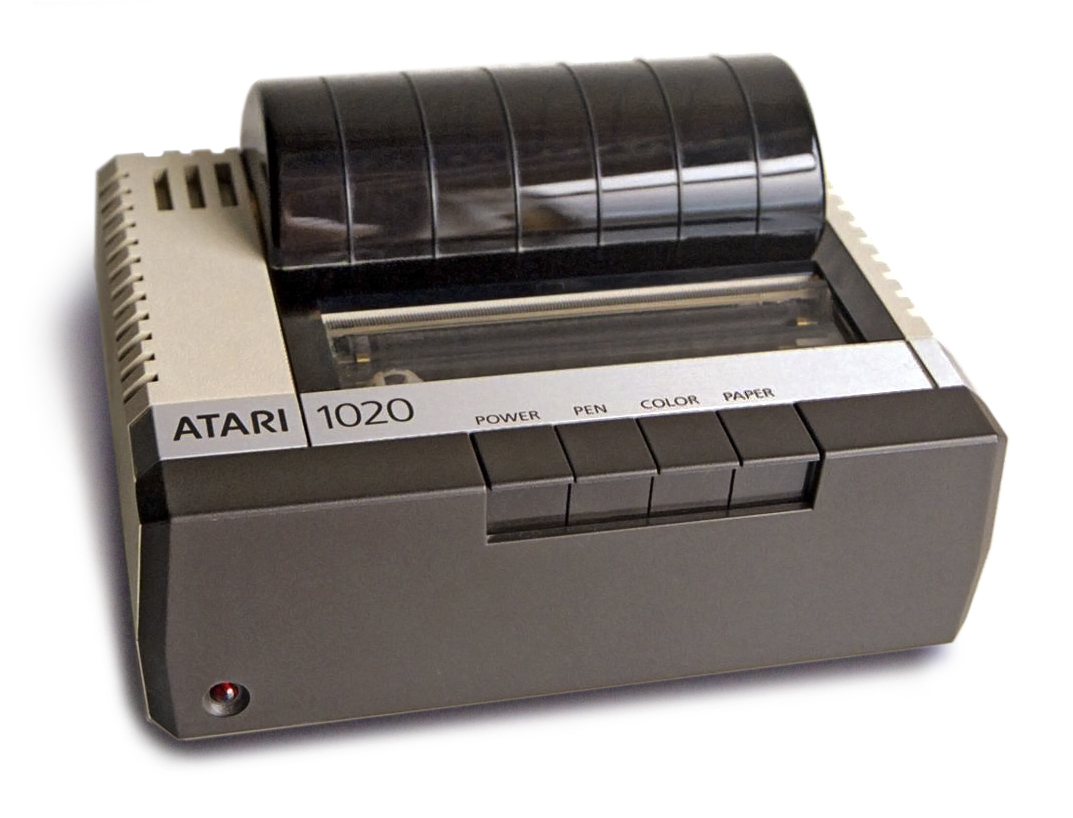
Atari 1020.

- 1010, unidad de cinta, un reemplazo más pequeño para el 410
- 1020, impresora de color, plóter de 40 columnas con 4 plumas, 256 colores
- 1025, impresora de matriz de puntos de 80 columnas (Okidata ML-80)
- 1027, impresora de calidad de carta de rueda de margarita de 80 columnas (Mannesmann Tally Riteman LQ)
- 1029, impresora de matriz de puntos de 7 pines, 80 columnas de baja calidad, vendida en Europa, mecanismo de Seikosha
- 1030, módem de 300 baudios, conexión directa
- 1050, unidad de disco flexible de 5¼,", formato de "densidad mejorada" de simple cara, 130KB
- 1064, módulo de memoria, expansión de memoria de 64K para el 600XL
- 1090, sistema de expansión, 5 slots en una carcasa grande, nunca comercializado, pequeñas cantidades se escaparon

### Serie XE

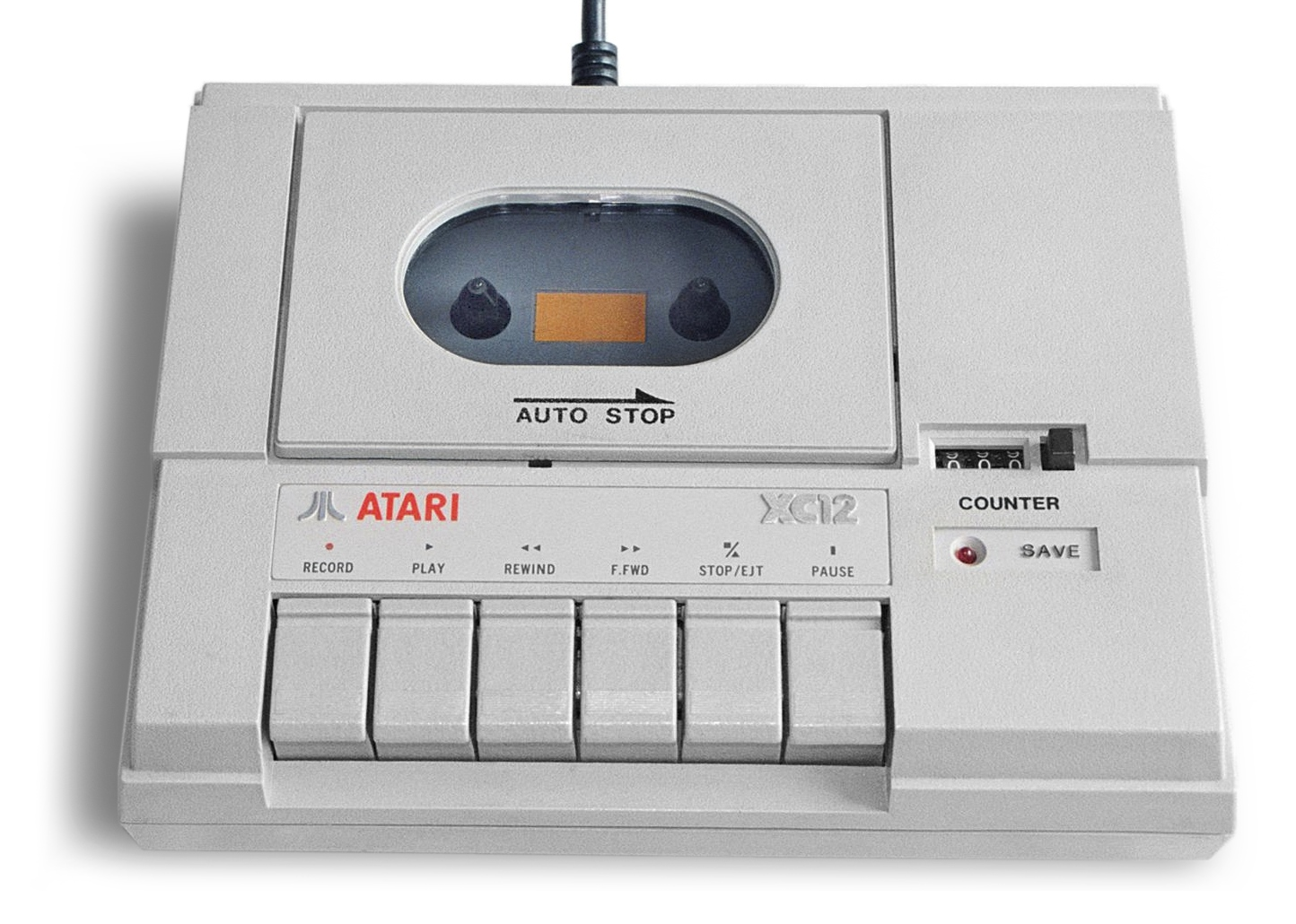
Atari XC12 unidad de cinta.

- XEP80, módulo de exhibición de video de 80 columnas, puerto paralelo
- XC11, unidad de cinta
- XC12, unidad de cinta, modelo pequeño como el 1010, vendido por todo el mundo
- XC12, INJECTOR unidad de cinta desarrollada en chile. con mayor velocidad de carga, 6000 baudios
- XF551, unidad de disco flexible de 5¼,", doble cara, doble densidad, 360KB
- XMM801, impresora de matriz de puntos de 80 columnas
- XDM121, impresora de rueda de margarita de 80 columnas de calidad de carta
- XM301, módem de 300 baudios
- SX212, módem de 1200 baudios, también incluía una RS-232 para el uso en las computadoras Atari ST

Atari también produjo un número de otras unidades de cinta para el uso en Europa Oriental en donde continuaron vendiéndose hasta finales de los años 1980 debido a su bajo costo. Algunos de estos incluyeron modos de "alta velocidad" que los hicieron casi tan rápidos como las primeras unidades de disco.
Además de la lista de arriba, Atari falló en biberó una selección enorme de máquinas y periféricos que fueron de otra manera completos. Ver abajo el enlace al FAQ externo para detalles.

## Software

### Subpartes y sistemas operativos de disco
Las computadoras Atari de 8 bits vinieron con un sistema operativo integrado en la ROM. El Atari 400 y el 800 tenían el siguiente:
- OS Rev. A - 10K ROM (3 chips), primeras máquinas.
- OS Rev. B - 10K ROM (3 chips), corrección de errores. El más común para el 400 y el 800.

Todos los modelos Atari XL/XE de 8 bits tenían revisiones del OS debido a características de hardware añadidos y a cambios. Pero esto creó problemas de compatibilidad con algunos softwares viejos. Atari respondió con el Translator Disk (Disco Traductor), una disquete que cargaba el sistema operativo viejo, el OS Rev. A o el OS Rev. B, en las computadoras XL y XE.
- OS Rev. 10 - 16K ROM (2 chips), para el 1200XL Rev A
- OS Rev. 11 - 16K ROM (2 chips), para el 1200XL Rev B (corrección de errores)
- OS Rev. 1 - 16K ROM, para el 600XL
- OS Rev. 2 - 16K ROM, para el 800XL
- OS Rev. 3 - 16K ROM, para el 800XE y el 130XE
- OS Rev. 4 - 32K ROM (16K OS + 8K BASIC + 8K Missile Command), para el XEGS

Había varios Sistemas Operativos sustitutos disponibles por terceros. Ver Atari DOS bajo programas DOS de terceros.
El Sistema Operativo estándar de Atari solamente tenía rutinas de bajo nivel para tener acceso a unidades de disquete. Una capa adicional, un Sistema Operativo de Disco, fue agregado para asistir organizando el acceso al disco a nivel del sistema de archivos. Aparece el Atari DOS, que al igual que la mayoría de los DOS de la época tenían que ser cargados desde un disco flexible al encender o resetear el computador. A diferencia de la mayoría de los otros, el Atari DOS era enteramente manejado por menú.
- DOS 1.0 - DOS inicial para Atari.
- DOS 2.0S, 2.0D - Mejora del DOS 1.0, se convirtió en el estándar para el controlador de disco 810. El 2.0D era para la unidad de disco 815 nunca comercializada.
- DOS 3.0 - Vino con la unidad de disco1050, no compatible con el DOS 2.0.
- DOS 2.5 – Reemplazó el DOS 3.0 debido a las quejas.
- DOS 4.0 - Diseñado para 1450XLD, cancelado, los derechos se le retornaron al autor.
- DOS XE - Diseñado para la unidad de disco XF551.

(Muy pocos DOS fueron almacenados en otra parte diferentes a disquetes, entre estas excepciones estaba el Disc Filing System opcional del BBC Micro británico, DFS, ofrecido como kit con un chip controlador de disco, un chip de ROM, y un puñado de chips de lógica, para ser instalado dentro de la computadora, y el CBM DOS de Commodore, localizado en un chip de ROM en cada controlador de disco).
Para más información ver Atari DOS

### Lenguajes de programación disponibles
- Action!. Un producto de Optimized System Software. Un lenguaje de alto rendimiento que se compilaba a código de máquina, con buen soporte para el hardware de Atari. Mientras que era popular entre los aficionados, nunca logró aceptación extensa, debido particularmente a que estaba limitado a la plataforma de 8 bits de Atari.
- Lenguaje ensamblador
  - Atari Assembler Editor. Un editor assembler y compilador para el 6502 fue lanzado por Atari en un cartucho de ROM.
  - Atari Macro Assembler (AMAC). Un macro ensamblador lanzado por Atari Program Exchange (APX) en formato de disco. Protegido contra copias.
  - MAC/65. Un macro ensamblador / editor desarrollado por Optimized System Software. Lanzado en formatos de disco y cartuchos.
  - Synassembler. Assembler de Synapse Software. Escrito por Steve Hales. No compatible con las computadoras XL/XE sin parchear.
  - Macro Assembler/Text Editor (MAE). Ensamblador de Eastern House Software. Escrito por John Harris.
- Dialectos BASIC.
  - Atari BASIC. Este fue el BASIC original para la familia de 8 bits de Atari. Vino como cartucho de ROM con los Atari modelo 400 y 800, pero estaba en el ROM del computador en modelos posteriores. En los modelos XL/XE, el BASIC podía ser deshabilitado manteniendo presionada la tecla OPTION mientras el computador arrancaba.
  - Atari Microsoft BASIC. Una versión del BASIC para la familia Atari de 8 bits lanzada por Atari que era más compatible con el Microsoft BASIC. Microsoft BASIC II fue el mismo excepto que venía en un cartucho de ROM más un disco de extensión.
  - Turbo BASIC XL. Una versión mejorada del Atari BASIC lanzada por terceros que no era solamente más rápida, sino que también ofrecía muchos más comandos. También había un compilador que hacía los programas Turbo-BASIC XL todavía más rápidos al compilarlos en binarios de lenguaje de máquina.
  - BASIC A Plus. Un BASIC extendido de Optimized Systems Software
  - BASIC XL. Un BASIC mejorado de Optimized Systems Software 
  - BASIC XE. Una versión mejorada del BASIC XL de Optimized Systems Software
- C
  - Deep Blue C. Un compilador C. Escrito por John Pavelich, APX.
  - LightSpeed C. Un compilador C por Clearstar Softechnologies.
- Lisp
  - INTER-LISP/65
- LOGO
  - Atari LOGO
- PILOT
- Pascal
  - Atari Pascal, requería dos unidades de disquete.
  - Draper Pascal
  - Kyan Pascal
- Forth
  - volksForth
  - X-Forth
  - FigForth
  - Antic Forth
  - QS-Forth
  - Mesa FORTH
  - Graphic FORTH
  - ES Forth
  - SNAUT
  - Yet another Target Compiler

Después de que las máquinas de 8 bits de Atari entraron en el reino de la RetroInformática a finales de los años 1990, herramientas de desarrollo de plataforma cruzada tales como XASM, TASM, y cc65, corren comúnmente en las PC, han sido muy usadas por entusiastas para hacer programación para las máquinas Atari.

### Aplicaciones
Ver Categoría: Software de la familia Atari de 8 bits.

### Juegos
Ver Categoría: Juegos de la familia Atari de 8 bits

## Capacidades gráficas

### Modos estándar

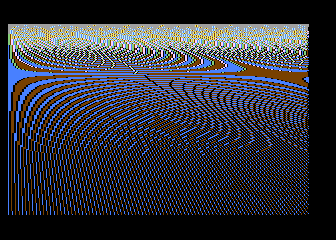
Patrón de Moiré en modo gráfico de 320 pixeles horizontales. Los colores rojo y azul son artefactos debidos al despliegue de pixeles de alta resolución en dispositivos sin suficiente capacidad gráfica.

Mientras que los chips ANTIC y GTIA permitieron combinar una variedad de modos gráficos, y usar diferentes anchos de campos de juegos, el sistema operativo del Atari proporcionó un conjunto básico de modos gráficos. En la mayoría de los casos, éstos fueron expuestos al Atari BASIC por medio del comando "GRAPHICS", y para algunos otros lenguajes, vía similares llamadas al sistema.
- Modos de texto de 40x24
  - Texto de 1 color, con cada carácter de 8x8 píxeles del mismo tamaño que los del modo gráfico 320x192, con la misma restricción de tintas. Los caracteres con el bit alto encendido eran representados en video inverso.
  - Modo "caracteres en minúsculas con descender", que no eran disponibles por medio de GRAPHICS, solo como parte de listas de exhibición personalizadas. En este modo los caracteres eran de 10 píxeles de alto y ocupaban los 8 píxeles superiores o inferiores de esa altura. Debida a la altura inusual, este no era en sentido estricto un modo de texto 40x24.
  - Texto coloreado, donde cada dos bits representaban el color de un pixel. Los caracteres eran de 4x8 píxeles del mismo tamaño que los del modo gráfico 160x192. Los caracteres con el bit alto encendido eran exhibidos usando una 5.ª paleta de colores registrada donde la 4.ª era normalmente utilizada.
  - Texto coloreado, donde cada cuatro bits representaban el color de un pixel. Los caracteres eran 2x8 píxeles del mismo tamaño que los del modo de gráfico 80x192 y tenían las mismas limitaciones del color. Este modo no estaba disponibles directamente por medio del comando GRAPHICS sino ajustando flags del GTIA en el modo de texto.
- Modo de texto 20x24
  - 1 color del texto, con cada carácter de 8x8 píxeles del mismo tamaño que los del modo gráfico de 160x192. Los caracteres con varios bits activados o desactivados, que normalmente aparecerían como 'caracteres de control', caracteres en minúscula, o video inverso, eran exhibidos con diferentes píxeles coloreados.
- Modo de texto 20x12
  - Igual que el modo de texto 20x24, pero con píxeles más grandes y pocas filas del texto
- Modo gráfico 40x24 -- 4 colores (2bpp)
- Modos gráficos 80x48 -- 2 colores (1bpp), o 4 colores (2bpp)
- Modos gráficos 160x96 -- 2 colores, o 4 colores (2bpp)
- Modos gráficos 160x192 -- 2 colores, o 4 colores (2bpp)
- Modo gráfico 320x192 -- 2 colores (1bpp). Los píxeles eran tonalidades del color del campo de juego, y no podían ser de diferente tinta (color).
- Modos gráficos 80x192 (solamente chip GTIA)
  - 9 colores de los registros de la paleta de colores
  - Todas las 15 tintas (colores) de Atari, pero solamente de un brillo (más el color negro)
  - Todas las 16 tonalidades de Atari, pero solamente de una tinta (color)

### Modos controlados por software
En 1992, Jeff D. Potter creó un decodificador y visor de imágenes GIF, para el Atari, llamado APACView. APAC, o Any Point, Any Color, fue un método controlado por software, de desplegar una imagen usando los 256 colores posibles del Atari. Toma las líneas del modo 80x192 que muestran 16 tintes de color, y las que exhiben 16 intensidades, las entrelaza, o las alterna rápidamente, o usando ambas técnicas a la vez, permite percibir 256 colores en una pantalla de 80x96 o 80x192 pixeles de resolución. .
Más adelante, Jeff creó otro decodificador GIF, y luego se creó un decodificador JPEG, que dividía una imagen en tres canales (rojo, verde y azul). Cada uno de ellos con 16 intensidades, a 80x192 pixeles, serían exhibidas en una manera entrelazada y que oscilaba. La persistencia de la visión del ojo humano permitiría ver 4096 colores (12bpp) a una resolución de 80x192, con leves artefactos de ' rotación' en los sólidos campos rojos, verdes o azules de la imagen. Esto fue llamado el modo ColorView.
En 1994, Clay Halliwell creó un programa terminal de MODEM para el Atari (FlickerTerm80) que usaba el modo de texto 40x24, combinado con dos juegos de caracteres (font) de 4x8 idénticos, uno con los pixeles en la mitad izquierda de la rejilla 8x8, el otro con los de la mitad derecha. Alterándose en memoria mientras el ANTIC procesaba los gráficos, y el conjunto de caracteres, podía desplegarse una pantalla de 80x24 caracteres. Utilizaba menos memoria, cerca de 2KB, y podía ser manipulado más rápidamente que trazar los 80x24 caracteres usando un modo bitmap de 320x192 (que requeriría cerca de 8KB).
En 1998, Bill Kendrick creó un juego de video de rompecabezas para el Atari (Gem Drop) que utilizó un efecto similar, pero usando dos juegos de caracteres (fuentes) en texto coloreado que se alternaban. (cada carácter era de 4x8 pixeles y cada pixel tenía uno de 4 colores). No ocurrían cambios en la paleta de colores, y la lista de despliegue del ANTIC no era alterada. Para cambiar el juego de caracteres solo usaba la interrupción en el borrado vertical. Esto permitió tener aproximadamente 13 colores en la pantalla. Los campos de color sólido usaban dos colores reales (ej., creando un rojo oscuro al oscilar entre rojo y negro). Tenían menos artefactos porque podían ser dibujados en una forma de tablero de damas. Este modo fue llamado SuperIRG. (El texto 4x8 multicolor normal en el Atari se llamaba IRG.)
En 1996, los programadores {en inglés: coders} de demostrativos {demos} para Atari del grupo HARD Software de Hungría crearon el formato HARD Interlacing Picture (HIP), que podía exhibir 160x192 pixeles en 30 tonos de gris. En el HIP se entrelazan dos modos, 80x192 con 16 tonalidades de gris, 80x192 con 9 colores de paleta, y utilizaba un error en el chip GTIA que hacía que uno de los modos se desplazara 1/2 pixel, permitiendo percibir imágenes de 160 pixeles de ancho.
Posteriormente, otros programadores de "demos" crearon el modo gráfico RIP, que era similar al HIP, pero podía desplegar 160x192 pixeles en color.

### General
- Atari 8-Bit Computers: Frequently Asked Questions Archivado el 13 de junio de 2007 en Wayback Machine.
- https://web.archive.org/web/20060117102924/http://www.atari8bit.org/
- The Atari 8-bit Computer WebRing
- Atari 8-bit Resort Archivado el 11 de octubre de 2003 en Wayback Machine.
- Atari XL/XE Scene Information Page – Fresh news from the 8-bit Atari retrocomputing world
- Atari Historical Society
- Atari history museum
- Stan Veit's Atari 800 History
- A home-made Atari 800 XE "laptop"
- Atari Archives Libros de Atari en formato digital
- Atari 8-bir forever Lista de lenguajes de programación para Atari

### Información técnica
- Atari Technical Information
- ANTIC Chip data sheet
- GTIA Chip data sheet
- CGIA Chip data sheet
- POKEY Chip data sheet

### Software, juegos
- XL Search – A searchable index of files from numerous Atari FTP archives and websites
- Reminiscing: 8-Bit Atari Games
- Database of Atari games

### Modos gráficos controlados por software
- Hard Interlaced Picture

- Datos: Q249075
- Multimedia: Atari 8-bit computers / Q249075